# Sport a Torino
La presente voce raccoglie le informazioni sulle principali strutture, eventi e società dello sport a Torino.
Alla città, dopo aver ospitato i XX Giochi olimpici invernali nel 2006, è stato assegnato il titolo di Capitale europea dello sport per il 2015 in quanto eccellenza nel panorama sportivo europeo.. Torino è inoltre sede permanente della cerimonia d'accensione della fiaccola del sapere dei Giochi mondiali universitari, ospitata nel cortile del rettorato dell'Università degli Studi di Torino.

## Baseball
Nella città sono presenti due società: la Grizzlies Torino 48 militante nel campionato di serie A federale e la Juve 98 Baseball Club militante nel campionato di serie C federale. Inoltre, esiste una squadra di Softball, la Jacks Softball Torino-
Tutte giocano le loro partite casalinghe allo Stadio comunale Gianfranco Paschetto.

## Calcio

### Calcio maschile
A Torino fu fondata nel 1898 la Federazione Italiana Football, oggi Federazione Italiana Giuoco Calcio e, nello stesso anno, l'8 maggio, si tenne al Velodromo Umberto I il primo campionato ufficiale, Delle quattro partecipanti, una era il Genoa (che vinse il torneo) e tre erano del capoluogo sabaudo: Internazionale Torino, Ginnastica Torino e Torinese.

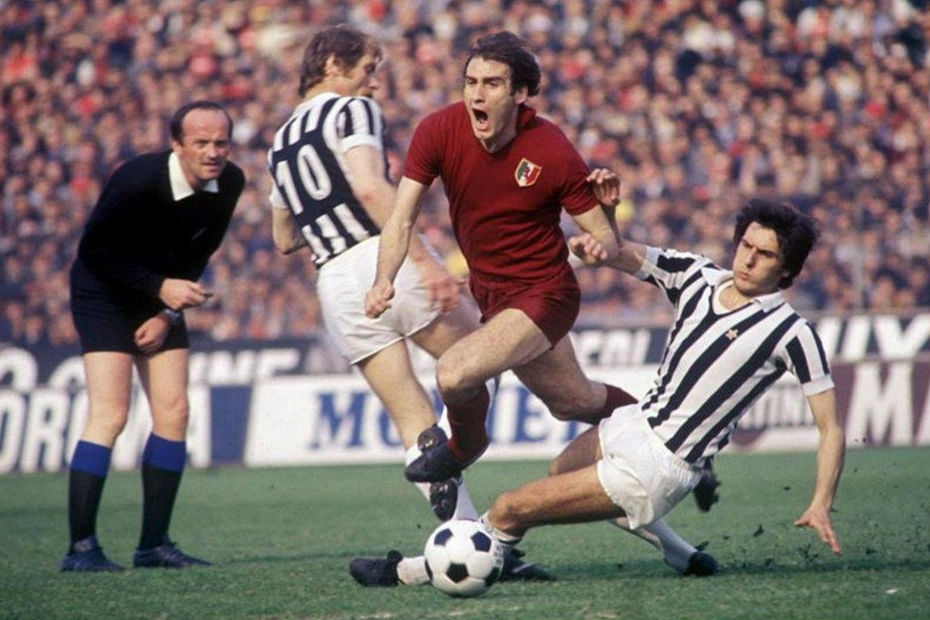
Una fase della stracittadina tra e (1-1) del campionato 1976-77

La città è sede di due società professionistiche, la Juventus (fondata nel 1897) e il Torino (del 1906), militanti entrambe in Serie A ed emerse, nel corso della loro storia, tra le protagoniste del calcio italiano e, nel caso della cosiddetta Vecchia Signora, internazionale.
I due club hanno, a maggio 2021, vinto 43 titoli di campione d'Italia (Juventus 36, Torino 7), 19 Coppe Italia (Juventus 14, Torino 5) e 9 Supercoppe d'Italia (tutte della Juventus), che rendono Torino la prima città italiana a livello di palmarès calcistico nazionale.
In aggiunta a ciò, a livello internazionale la Juventus vanta la vittoria in due edizioni della Coppa dei Campioni (la prima nel 1984-85 e la seconda, con la nuova denominazione di Champions League, nel 1995-96), altrettante Supercoppe UEFA (nel 1984 e nel 1996) e Coppe Intercontinentali (1985 e 1996), una Coppa delle Coppe (nel 1983-84), tre Coppe UEFA (1976-77, 1989-90 e 1992-93) e una Coppa Intertoto UEFA (1999); la stessa fu la prima squadra d'Europa a vincere nel 1985 tutte e tre le principali competizioni continentali, nonché, fino al 2022, la prima e unica al mondo ad avere vinto almeno una volta tutti i trofei ufficiali per club cui una squadra proveniente dall'UEFA può prendere parte.
Il Torino, fondato nel 1906, conobbe il suo periodo di maggior splendore durante gli anni quaranta, vincendo cinque campionati consecutivi e stabilendo, tra altri primati, il record di imbattibilità casalinga nel campionato di massima serie (88 incontri), ancora vigente. Quella squadra conobbe un'inaspettata e drammatica fine il 4 maggio 1949, al ritorno da un'amichevole disputata allo Stadio Nazionale di Lisbona contro il Benfica: l'aereo su cui la squadra rientrava a Torino si schiantò sul retro della basilica di Superga. Capitano di quella squadra era Valentino Mazzola, padre di Ferruccio e Sandro Mazzola, entrambi affermati calciatori.
Anche la Juventus conobbe un episodio drammatico nella sua storia sportiva, il 29 maggio 1985 a Bruxelles prima della partita di finale della Coppa dei Campioni di quell'anno, che poi sarebbe stata vinta 1-0 sul Liverpool.
In seguito alle cariche dei tifosi inglesi, un gruppo di italiani si addossò a un muretto di tenuta sulle gradinate dello stadio Heysel, che cedette provocando la caduta nel vuoto di numerose persone e la morte di 39 persone, tra cui 32 italiani.
Tra le due squadre esiste una storica rivalità sportiva, la più antica nel calcio nazionale; l'incontro di calcio che le vede contrapposte è noto come Derby della Mole, che in particolare negli anni settanta si rivelò sovente decisivo per la conquista del campionato.
Altre squadre del capoluogo piemontese sono l'A.S.D. Cenisia, per risultati ottenuti la terza squadra della città, avendo raggiunto in passato la Lega Pro Seconda Divisione (ex serie C/2), l'A.S.D. Atletico Torino in Eccellenza Piemonte-Valle d'Aosta, G.S.D. Iveco 2005 Calcio, la Polisportiva Rapid Torino e l'A.S.D. Michelin Sport Club, tutte nel girone piemontese-valdostano di 2ª categoria e l'A.S.D CitTurin LDE, Prima Categoria. Negli ultimi anni è nato il Comala Football and Cricket, squadra dell’omonima associazione culturale che milita in 2ª categoria.

### Calcio femminile
- Associazione Calcio Femminile Torino
- Associazione Sportiva Dilettantistica Femminile Juventus Torino
- Juventus Women

### Calcio a 5

Il Torino Calcetto campione d'Italia nella stagione 1998-99

- Torino Calcio a 5, già Torino Calcetto, campione d'Italia nella stagione 1998-99
- Torino Cesana Calcio a 5

## Curling
- Team Piemonte Torino 150, squadra di punta torinese militante in Serie A

## Ciclismo
Dopo quattro anni di interruzione dal 2008 al 2011 è stata riproposta nel 2012 la Milano-Torino, classica del ciclismo di circa 200 km. Fino al 2004 la corsa, insieme al Giro del Piemonte, chiudeva la stagione agonistica da tradizione, a seguito di una modifica dei calendari si è svolta a marzo dal 2004 al 2007, per poi tornare a settembre nel 2012. Si tratta della competizione più antica d'Italia, la cui prima edizione risale al 1876. Attualmente la corsa è organizzata dal quotidiano La Gazzetta dello Sport.
A Torino ha sede inoltre il Motovelodromo "Fausto Coppi", inaugurato nel 1920 ma attualmente adibito ad altre attività per motivi di agibilità nonché per l'apertura del più moderno impianto di San Francesco al Campo.
Giro d'Italia

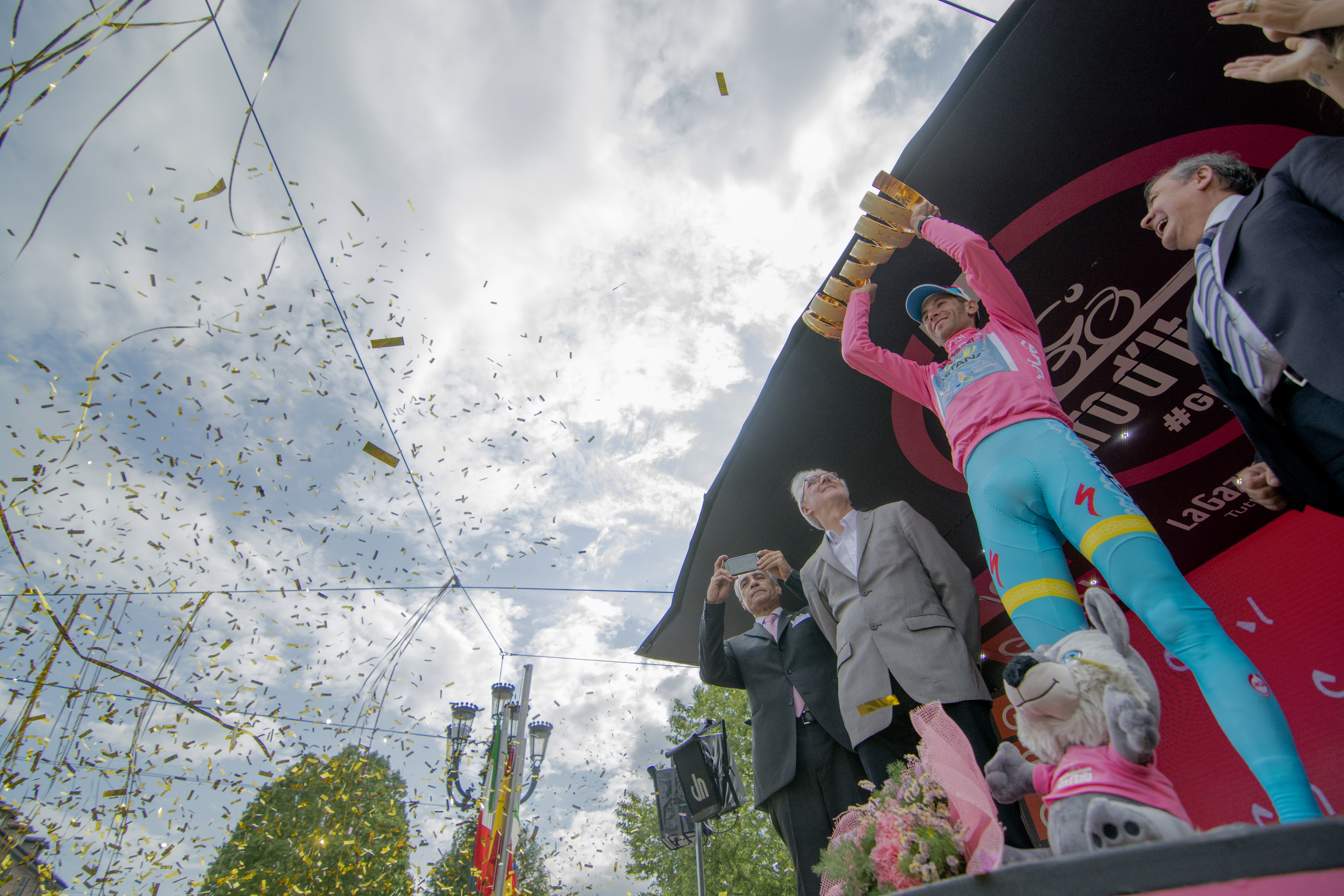
Vincenzo Nibali premiato al termine del Giro d'Italia 2016 a Torino

Torino è stata sede della cosiddetta "Grande Partenza" del Giro d'Italia in due occasioni: 
- 1961, con il via ufficiale della corsa dato il 20 maggio da corso Rosselli, per effettuare un circuito in linea tra le strade cittadine vinto dallo spagnolo Miguel Poblet;[11]
- 2021, con il via ufficiale della corsa dato l'8 maggio da piazza Castello, per effettuare un prologo tra le strade cittadine vinto da Filippo Ganna.[11]

È stata inoltre sede di arrivo finale del Giro d'Italia sempre in due occasioni: 
- 1982, con il traguardo del 6 giugno posto in via Roma, dove si concluse l'ultima tappa (cronometro individuale proveniente da Pinerolo) con la vittoria del francese Bernard Hinault, che conseguì anche il successo finale;[11]
- 2016, con il traguardo del 29 maggio posto in corso Moncalieri, dove si concluse l'ultima tappa (proveniente da Cuneo) con la vittoria del tedesco Nikias Arndt e successo finale di Vincenzo Nibali.[11]

In totale, la città è stata sede di tappa della "Corsa Rosa", con il proprio nome, in novanta occasioni (quarantasette partenze e quarantatré arrivi), alle quali va aggiunto l'arrivo ufficiale di una tappa al "Colle di Superga", località anch'essa ricadente nel comune del capoluogo piemontese. Pertanto, Torino si colloca al terzo posto, dopo Milano e Roma, nella classifica delle sedi di tappa più ricorrenti nella storia della corsa.
Tour de France
Torino è stata inoltre anche sette volte sede di tappa del Tour de France, in cinque edizioni: nel 1956 e 1961 è stata sia sede di arrivo che di partenza di tappa, nel 1966 è stata solamente sede di un arrivo di tappa, nel 1996 sede di una partenza e nel 2024 sede di arrivo, nell'ambito della prima "Grande Partenza" dall'Italia della "Grande Boucle".
Gli arrivi di tappa del Tour nel capoluogo piemontese sono stati i seguenti:
- 1956, 17ª tappa, Gap-Torino, vinta da Nino Defilippis;
- 1961, 10ª tappa, Grenoble-Torino, vinta da Guy Ignolin;
- 1966, 17ª tappa, Briançon-Torino, vinta da Franco Bitossi;
- 2024, 3ª tappa, Piacenza-Torino, vinta da Biniam Girmay.

Le partenze di tappa del Tour dal capoluogo piemontese sono state invece le seguenti:
- 1956, 18ª tappa, Torino-Grenoble, vinta da Charly Gaul;
- 1961, 14ª tappa, Torino-Antibes, vinta da Guido Carlesi;
- 1996, 10ª tappa, Torino-Gap, vinta da Erik Zabel.

È la città italiana più volte sede di tappa della corsa transalpina ed è l'unica ad essere stata, nella stessa stagione, sede di tappa sia Giro d'Italia sia al Tour de France (per due volte, nel 1961 e nel 2024).

## Canottaggio
Nel 1888 venne fondata la Federazione Italiana Canottaggio con il nome di Rowing Club Italiano, seguita il 25 giugno 1892 dalla Fédération Internationale des Sociétés d'Aviron (FISA), la federazione internazionale di canottaggio. Numerose sono le società di canottieri, tra cui si possono ricordare la più antica: la Reale Società Canottieri Cerea. Oltre a questa a Torino sono anche presenti la Società Canottieri Esperia-Torino, la Società Canottieri Armida e la Canottieri Caprerae la società Eridano.

## Pallanuoto
Negli anni ottanta Torino ebbe una forte squadra. La pallanuoto torinese è ritornata ad alti livelli nel 2007 quando la squadra Torino 81, è stata promossa prima in serie A2, e poi nel 2016, grazie al successo in gara 3 dei play off a Roma, raggiunge la promozione in serie A1 da cui mancava da 35 anni. In serie B invece milita la Dinamica Torino.

## Football americano
- Giaguari Torino
- Blacks Rivoli

## Hit ball
Uno sport abbastanza praticato nel capoluogo sabaudo è l’Hit Ball, che è stato ideato in fase sperimentale sul finire degli anni ’70 poco fuori città, a Settimo Torinese. A Torino nei primi anni ’90 è stata poi fondata la Federazione Italiana Hit Ball (FIHB) che dal 1992 ha organizzato il campionato nazionale. Dal 2019 l’Hit Ball è nel settore di attività nazionale Giochi della UISP (in sostituzione della FIHB) come leggera variante della Pallapugno.

## Hockey

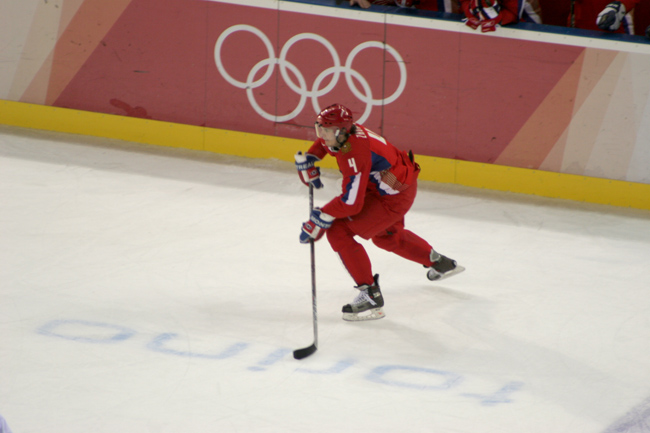
Una partita di hockey su ghiaccio durante le Olimpiadi di Torino 2006

### Hockey su prato
- CUS Torino Hockey
- Rassemblement Hockey Club

### Hockey su ghiaccio
- Real Torino Hockey Club (società che ha militato in Serie A2)
- Hockey Club Torino (società nata nel 1949 e sciolta nel 2006, vanta 6 presenze in Serie A. La società è stata rifondata nel 2011 ed è oggi chiamata Hockey Club Torino Bulls 2011)
- Hockey Club All Stars Piemonte (la squadra maschile ha smesso l'attività nel 2008, quella femminile nel 2009)
- Ice Hockey Club Draghi Torino (solo settore giovanile)
- Circolo Pattinatori Valentino Torino (partecipò al primo campionato di serie A oltre ad altre tre successive stagioni - 1930, 1932 e 1933 -)
- Hockey su ghiaccio Juventus (partecipò al campionato di serie A nel 1941)
- Nord Torino (partecipò al campionato di serie B nel 1938)
- G.U.F. Torino (partecipò al campionato di serie A nel 1934 e nel 1935)

### Sledge hockey
- Tori Seduti Torino

### Hockey in-linea
- Hockey club Wind of Usa Torino

## Pallacanestro

L' della stagione 1981-82, seconda in regular season e semifinalista play-off

In campo femminile si possono contare 6 scudetti: uno vinto dalla Club Atletico Torino, nel primo campionato organizzato nel 1924, e gli altri dalla Sisport FIAT tra gli anni sessanta e ottanta quando vince anche la Coppa dei Campioni. La Pallacanestro Torino milita in Serie A1.
In campo maschile invece la pallacanestro torinese è rappresentata ai massimi livelli dal neonato Basket Torino, noto come Reale Mutua Torino: il club milita in Serie A2. Storicamente, invece, la rappresentativa cittadina era l'Auxilium Pallacanestro Torino, fallita nel 2019 e da allora inattiva. La città è stata inoltre designata quale sede degli incontri di Final Four dell'Eurolega di pallacanestro del 2011 ma, nel 2010, per ragioni economiche ha rinunciato ad ospitare la manifestazione.

## Pallamano
- Città Giardino Pallamano Torino serie B.
- G.P.B. Regio Parco Torino storica rivale del Città Giardino, negli anni passati si è sempre distinta nel settore giovanile, raggiungendo il torneo nazionale (nel quale partecipano le squadre vincitrici nel campionato della propria regione).

## Pallavolo

Il campione d'Italia e d'Europa nella stagione 1979-80

Nel passato grande importanza ha avuto la squadra di pallavolo del CUS Torino vincitrice di quattro campionati italiani e della Coppa dei Campioni nel 1980. Il club attualmente milita in serie C.
La fase finale dei Mondiali di Pallavolo del 2018, vinti dalla Polonia di Kurek e Kubiak, si è svolta a Torino.

## Rugby

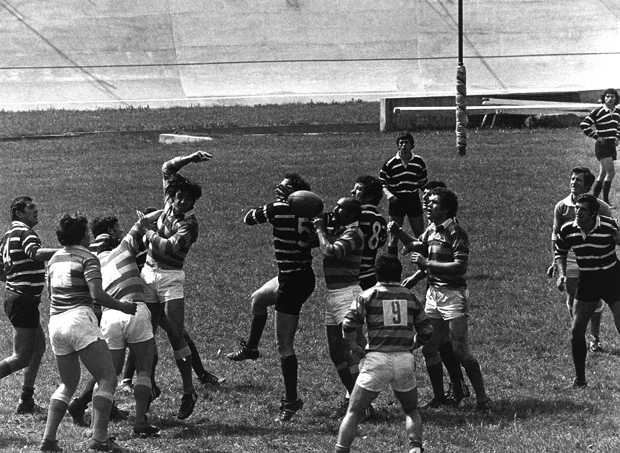
Una fase di - al Motovelodromo, campionato 1975-76

Torino vanta la primogenitura in Italia sia del rugby a 15 (o rugby union) che del cosiddetto "tredici" (o rugby league).
Fu nel capoluogo sabaudo, infatti, che nel 1910 si tenne la prima documentata partita di rugby a 15 mai disputata in Italia, un incontro dimostrativo tra il parigino SC Universitaire e la ginevrina Servette, e ivi nacque il primo club rugbistico italiano, che durò solo il tempo di un incontro amichevole contro una selezione di rugby del Pro Vercelli.
Un nuovo Torino Rugby nacque nel 1933, periodo in cui nel campionato italiano militava il GUF Torino (in seguito CUS Torino) e, nell'immediato dopoguerra, i resti di tali due squadre si unirono per formare una compagine unica sotto i colori della Reale Società Ginnastica, che vinse il campionato italiano 1946-47.
La Ginnastica, successivamente, lasciò il campionato per impegnarsi nella promozione del rugby a 13 in Italia (come Torino XIII) e lo stadio Comunale di Torino ospitò nel 1952 il primo incontro interno della Nazionale italiana a XIII, una sconfitta 18-22 contro la Francia (solo nel 2008 la Nazionale a XV disputò il suo primo incontro a Torino, una sconfitta 15-22 contro l'Argentina).
Nel 1965 un rinnovato Rugby Torino affiancò il CUS Torino in campionato; la squadra giunse in serie A nel 1975 e vi rimase cinque stagioni consecutive, con miglior risultato il settimo posto del 1977-78; da dopo la retrocessione avvenuta nel 1980 Torino non ha più avuto una squadra in massima divisione.
Al 2015 le due principali squadre della città sono il citato CUS Torino e il VII Rugby Torino, erede del Rugby Torino, che milita a Settimo Torinese.

## Tennis
Il Tennis Club Juventus ottenne, tra gli altri, tre titoli del campionato italiano di Serie A1 per squadre tra gli anni 1920 e 1940.
Il Circolo della Stampa ospitò numerosi tornei di prestigio, tra i quali quelli disputati della squadra nazionale di Coppa Davis durante sei edizioni della competizione dal 1948 al 1973 e, come sede unica, la Federation Cup 1966. Lo stesso circolo nel 1961 organizzò il torneo degli Internazionali d'Italia per donne e uomini.
A Torino sono state inoltre assegnate le ATP Finals: le finali tra gli 8 migliori giocatori al mondo, che si giocheranno a partire dall'autunno 2021, per 5 edizioni, al Palalpitour (PalaOlimpico).

## Tennis tavolo
Sono attive numerose società di tennistavolo a Torino. Tra queste spicca il CUS Torino (sezione tennis tavolo), campione d'Italia 2011 e 2015.

## Sport sferistici
Il capoluogo piemontese sin dall'epoca medioevale è sempre stato fornito di sferisteri per disputare partite di pallone col bracciale, pallapugno e tamburello nelle loro varie specialità di sport sferistici con notevole séguito di tifosi, che spesso in passato scommettevano ingenti cifre sui campioni pallonisti o tamburellisti professionisti. Le strutture, che ospitavano il pubblico appassionato di tali sport, sono state tante nel corso dei secoli, ma poi venivano demolite per dare spazio alle costruzioni, che servivano a una città in continuo sviluppo industriale e demografico. Tra i vecchi impianti, poi demoliti, figurano il trincotto rosso e sferisterio Edmondo De Amicis, mentre negli ultimi anni sono attivi due sferisteri per i campionati di pallapugno: uno in corso Enrico Tazzoli e l'altro in via Torrazza Piemonte.

## Quadball
Nel 2013 è stata fondata a Torino una squadra di quadball, la "Green-Tuaros Quidditch Torino", divenuta nel 2017 una A.S.D. e attualmente conosciuta come Torino Quidditch Club.

## Altri sport
Nel 2006 si sono svolte a Torino le Olimpiadi degli scacchi, i Campionati mondiali universitari di golf arrivati all'undicesima edizione, i Campionati mondiali di scherma e i Mondiali assoluti di nuoto pinnato. Sono stati inoltre assegnati alla città piemontese i Campionati Europei "Torino 2008" di tiro con l'arco, i Campionati Europei di ginnastica ritmica del 2008, i Campionati europei di atletica leggera indoor del 2009 e i Campionati mondiali di pattinaggio di figura del 2010.
A Torino esistono forti tradizioni in sport quali tiro con l'arco, bocce e scherma.

## Eventi sportivi

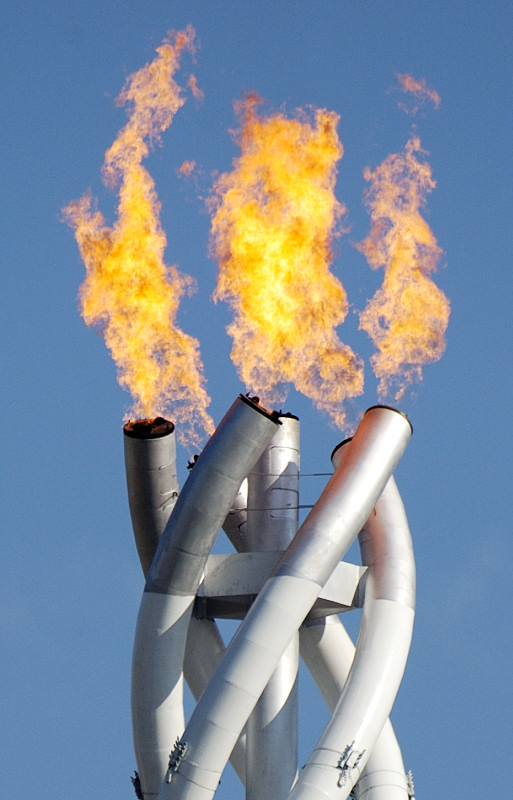
Il braciere olimpico di Torino 2006

In virtù della tradizione, degli impianti e delle infrastrutture che la città offre, Torino è stata sede di diversi eventi sportivi di importanza nazionale ed internazionale. Certamente i XX Giochi olimpici invernali,ed i susseguenti Giochi paralimpici, sono uno degli eventi che maggiormente ha segnato la storia sportiva della città. Altri eventi rilevanti nel settore sportivo, svoltisi a Torino sono:
- I Universiade (26 agosto - 7 settembre 1959)
- VI Universiade (26 agosto - 6 settembre 1970)
- Campionato mondiale di calcio 1990 (8 giugno - 8 luglio 1990)
- Olimpiadi degli scacchi 2006 (20 maggio - 6 giugno 2006)
- Campionato mondiale di scherma 2006 (30 settembre - 7 ottobre 2006)
- XXIII Universiade invernale (17 - 27 gennaio 2007)
- Torino 2008: Campionati Europei e del Mediterraneo di Tiro con l'arco.
- Euritmica Torino 2008: XXIV Campionati Europei di Ginnastica Ritmica.
- Campionati europei di atletica leggera 2009 (6 - 8 marzo 2009)[30].
- World Air Games 2009 (dal 6 al 13 giugno 2009)[31]
- Campionati mondiali di pattinaggio di figura 2010 (22 - 28 marzo 2010)[32]
- Campionato mondiale maschile di pallavolo 2010 (24 settembre al 10 ottobre 2010) [33]
- 2011 World Archery Championships (2 - 17 Luglio 2011)
- World Masters Games 2013 (2-11 agosto 2013)[34]
- Finale della UEFA Europa League 2013-2014 (14 Maggio 2014)
- Campionati europei di short track 2017 (13-15 gennaio 2017).
- Campionato mondiale maschile di pallavolo 2018 (9 - 30 settembre 2018): Terza fase a gironi, semifinale e finale
- European Masters Games 2019 (26 luglio - 4 agosto 2019).[35]
- UEFA Nations League 2020-2021 (3 settembre 2020 - 29 marzo 2022[N 1]): semifinale (7 ottobre 2021) e finale terzo-quarto posto (10 ottobre 2021)
- ATP Finals (2021-2025).[36]

## Impianti sportivi

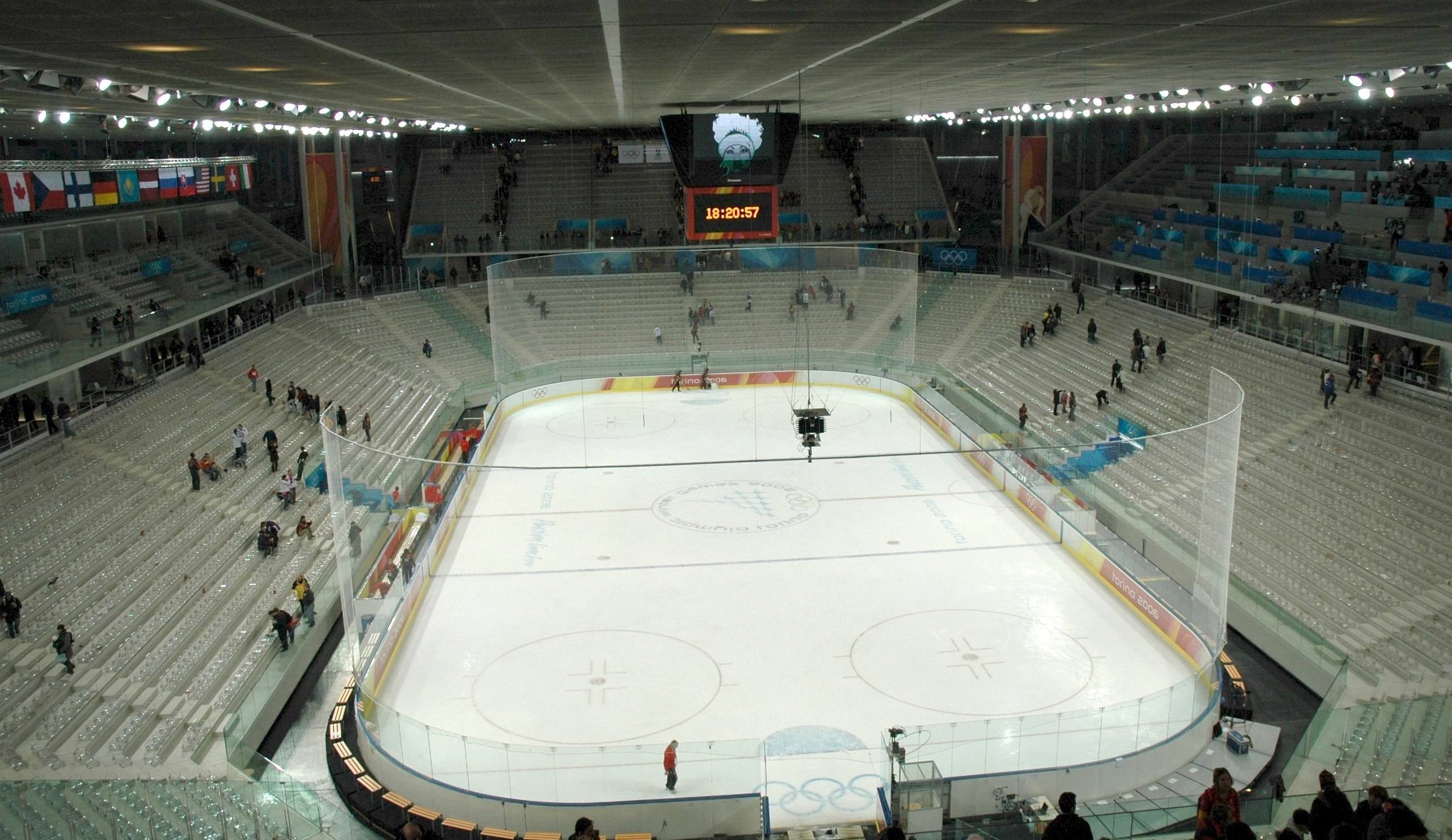
PalaOlimpico Isozaki durante le Olimpiadi 2006

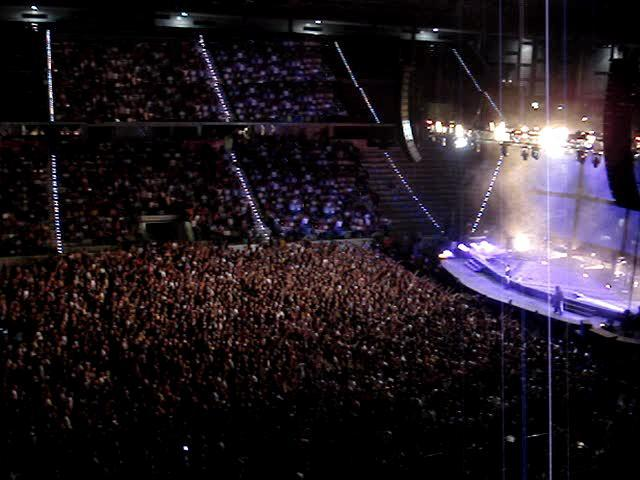
PalaOlimpico durante un concerto

Grazie alla solida tradizione sportiva della città, Torino dispone d'impianti sportivi e d'intrattenimento all'avanguardia. Il parco impianti è stato implementato grazie all'avere ospitato i XX Giochi Olimpici Invernali.
Questi sono i principali impianti di Torino, ordinati per capienza e con a fianco il quartiere che li ospita:
- Juventus Stadium, Vallette (Continassa), 41,507 spettatori
Inaugurato nel 2011, è uno stadio per il calcio di proprietà della Juventus. Sorge nella medesima posizione del vecchio stadio delle Alpi, impianto inaugurato nel 1990 e demolito nel 2009, di cui lo Stadium riutilizza parte delle strutture.
- Stadio Olimpico Grande Torino, Santa Rita, 28,177 spettatori
Ultimato nel 1933, venne inaugurato ospitando i Giochi Littoriali dell'anno XI e intitolato a Mussolini. Fu una delle sedi del Mondiale 1934. Dal 1933 al 1958 e dal 1959 al 1963, lo stadio ospitò solo le gare interne della Juventus. Poi, nella stagione 1958-1959 e dal 1963 al 1990, entrambe le squadre di calcio torinesi vi disputarono i loro incontri casalinghi. Dismesso nel 1990 in seguito alla costruzione del già citato Delle Alpi, è stato ristrutturato nel 2005 dal Comune per ospitare le cerimonie di apertura e chiusura di Torino 2006. Dal 2006 al 2011, per cinque stagioni, le squadre cittadine di calcio vi hanno svolto le loro partite interne. Dal 2011 solo il Torino vi disputa le proprie gare interne. L'impianto viene utilizzato anche come sede di concerti.
- Palasport Olimpico - Santa Rita - 14.350 pp. (posti numerati)
Inaugurato nel 2005, è stato il palazzo dello sport centrale delle Olimpiadi invernali del 2006 e, attualmente, è l'arena coperta più capiente d'Italia. È un impianto polivalente che ospita, oltre a manifestazioni sportive, anche concerti, manifestazioni culturali, spettacoli e convegni.
- Stadio Primo Nebiolo - Pozzo Strada - 10.000 pp circa (posti non numerati)
Già "Stadio Ruffini", è immerso nell'omonimo parco. Lo stadio è utilizzato per gare di atletica, incontri di football americano e, periodicamente, partite di calcio. Ogni anno ospita il Meeting IAAF Internazionale Città Di Torino - Primo Nebiolo. È stato ristrutturato nel 2000 per coprire la Tribuna Centrale ed è intitolato a Primo Nebiolo.
- PalaTorino - Vallette - 10.000 pp. circa (posti non numerati)
È un impianto polivalente degli anni novanta, costruito di fianco allo stadio delle Alpi. adatto per manifestazioni concertistiche ma non ad eventi sportivi, è attualmente inattivo.
- Palazzo a Vela - Nizza Millefonti - 8.294 pp. (posti numerati)
Inaugurato nel 1961 come area espositiva, è uno degli edifici simbolo del distretto di Italia '61. È stato riconvertito come edificio polifunzionale e ristrutturato in occasione di Torino 2006. L'impianto ospita in particolare competizioni e spettacoli di pattinaggio su ghiaccio, ed è una delle sedi degli allenamenti della PAT.
- Palazzetto dello Sport Gianni Asti - Pozzo Strada - 4.500 pp. (posti numerati)
Inaugurato nel 1961 come PalaRuffini, nel quadro delle celebrazioni dell'Expo 1961. Richiama la struttura del Palazzetto dello Sport di Roma, con cui condivide lo stesso progettista, Annibale Vitellozzi. È immerso nel Parco Ruffini, ed è stato ristrutturato nel 2004.
- Filadelfia - Borgo Filadelfia - 4.000 pp. (posti non numerati)
L'omonimo e storico stadio, che, ricostruito ex novo, è divenuto un centro sportivo: ospita gli allenamenti del Torino e le partite casalinghe della formazione Primavera.
- Palasport Tazzoli - Mirafiori Nord - 3.000 pp. (posti numerati)
Anch'esso costruito in occasione di Torino 2006, sostituisce la storica pista di pattinaggio Rolling di Corso Tazzoli. Fu originariamente concepito per diventare il nuovo ed unico Palasport del Ghiaccio di Torino. È una delle sedi degli allenamenti della PAT.
- Palazzo del Nuoto - Santa Rita - 1600 spettatori.
Inaugurato nel 2011, è una struttura per sport acquatici che si trova nel quartiere di Santa Rita, nella parte sud-occidentale della città, a ridosso dello Stadio Olimpico Grande Torino e del Palasport Olimpico. Opera degli architetti Arata Isozaki e Pier Paolo Maggiora, sorge di fianco al Circolo della Stampa, nei pressi di Piazza d'Armi, sull'area Marchi-Combi (un tempo occupata dal campo di allenamento della Juventus). Nasce dalla necessità di disporre di una struttura in grado di ospitare competizioni di Nuoto e Pallanuoto in ambito sia nazionale che internazionale. Ha ospitato molte competizioni organizzate da FIN, LEN e FINA
- Stadio comunale Gianfranco Paschetto - Lingotto - 1000 spettatori (posti numerati), costruito negli anni '70 nel quartiere Lingotto per disputare competizioni di baseball e softball. Ospita le gare casalinghe dei Grizzlies Torino 48 e di Jacks Softball Torino. Nel 2021 ospitò alcune gare degli Europei di baseball organizzati in Piemonte, tra cui la finale.
- Juventus Training Center - Vallette - 600 pp. (posti non numerati)
È il centro sportivo di proprietà della Juventus, che, costruito nel 2018, ospita gli allenamenti della prima e della seconda squadra maschile. Il centro sportivo fa parte del complesso sportivo multifunzionale J-Village, a ridosso dello Juventus Stadium.
- Motovelodromo Fausto Coppi - 7500 spettatori circa, fu inaugurato nel 1920. Atleti e squadre di vari sport si allenano nel motovelodromo.

### Annotazioni
1. ↑  Il campionato è stato posticipato a causa della contingenza del campionato europeo di calcio 2020 e della pandemia di COVID-19.

### Fonti
1. ↑  Torino, Capitale Europea dello Sport 2015 Archiviato il 2 dicembre 2013 in Internet Archive.
2. ↑   Dossier della candidatura a Capitale Europea dello Sport 2015, su torino2015.it (archiviato dall'url originale il 13 marzo 2013).
3. ↑   Cerimonia di accensione della fiaccola del sapere della 29esima Universiade Invernale di Krasnoyarsk, su custorino.it (archiviato il 21 settembre 2018).
4. ↑   Stadio Passo Buole (PDF), in Città Torino. URL consultato l'11 marzo 2012 (archiviato dall'url originale l'8 novembre 2013).
5. ↑  Fabrizio Melegari (a cura di), Almanacco illustrato del calcio italiano 2011, Modena, Panini, 2010, p. 15
6. ↑  Patrizia Ferrara, Ginnastica, sport e tempo libero, in Storia di Torino - vol. 7 Da capitale politica a capitale industriale 1864-1915, Torino, Einaudi, 2001, p. 1083
7. ↑   Paolo Menicucci, Il calcio a Torino, in uefa.com, 6 maggio 2014. URL consultato il 7 settembre 2014 (archiviato il 14 settembre 2014).
8. ↑  (ES) La primera final italiana, in La Vanguardia, 15 maggio 2003,  p. 55. URL consultato il 15 novembre 2009 (archiviato il 28 giugno 2012).
9. ↑   Alberto Zanello, E' uscito "La grande storia dei derby", il racconto di Torino-Juventus, in tuttojuve.com, 14 dicembre 2012. URL consultato il 1º dicembre 2014 (archiviato il 19 dicembre 2014).
10. ↑  Motovelodromo San Francesco al Campo Archiviato il 25 luglio 2011 in Internet Archive.
11. 1 2 3 4 5 6   Giro d'Italia, su sitodelciclismo.net.
12. ↑  (EN) Most visited cities, su procyclingstats.com.
13. 1 2   Da Firenze a Nizza scavalcando due volte le Alpi: il Tour de France 2024 parte dall'Italia, su rainews.it.
14. ↑  Maurizio Crosetti, La città che inventò lo sport, in Torino e lo sport. Storia luoghi immagini, Torino, Archivio Storico della città di Torino, 2005, pp. 168-169
15. ↑   Homepage, su P.L.V. Hit Ball. URL consultato il 1º marzo 2023.
16. ↑   Hit ball: il gioco nato a Torino, su Mole24. URL consultato il 1º marzo 2023.
17. ↑   Hit Ball – Hit Dogs, su hitdogs.it. URL consultato il 1º marzo 2023.
18. ↑   Storia dell’Hit Ball – Hit Dogs, su hitdogs.it. URL consultato il 1º marzo 2023.
19. ↑   Chi siamo, su P.L.V. Hit Ball. URL consultato il 1º marzo 2023.
20. ↑   Eurolega: Torino rinuncia alle Final Four 2011, Barcellona la nuova sede, su italnews.info. URL consultato il 15 agosto 2013 (archiviato dall'url originale l'8 novembre 2013).
21. 1 2   Romano Sirotto, Il rugby è nato a Torino, poi se n'è andato, in Torino Sette, 25 settembre 1987. URL consultato il 1º dicembre 2013 (archiviato il 3 dicembre 2013).
22. ↑   A.R. Torino - A.P. Padova, in La Stampa, 28 gennaio 1934,  p. 6. URL consultato il 1º dicembre 2013 (archiviato il 3 dicembre 2013).
23. ↑   Torino campione di rugby, in La Stampa, 3 giugno 1947. URL consultato il 1º dicembre 2013 (archiviato il 3 dicembre 2013).
24. ↑   Il Rovigo passa al rugby XIII?, in Stampa Sera, 27 dicembre 1952. URL consultato il 1º dicembre 2013 (archiviato il 3 dicembre 2013).
25. ↑   L'Italia battuta dalla Francia nell'incontro di rugby XIII: 22-18, in La Stampa, 23 maggio 1952. URL consultato il 1º dicembre 2013 (archiviato il 3 dicembre 2013).
26. 1 2   Pasquale Notargiacomo, Italrugby, un passo indietro. Brutta e nervosa, vincono i Pumas, in la Repubblica, 15 novembre 2008. URL consultato il 2 dicembre 2013 (archiviato il 4 dicembre 2013).
27. ↑   Giuliano Califano, Torino, col cuore si arriva in A, in Stampa Sera, 14 aprile 1975,  p. 28. URL consultato il 1º dicembre 2013 (archiviato il 3 dicembre 2013).
28. ↑   A Torino le Atp Finals: “Un milione di biglietti in 5 anni. Impatto economico di 400- 500 milioni”, su LaStampa.it. URL consultato il 10 giugno 2019 (archiviato il 6 maggio 2019).
29. ↑  
sportorino
30. ↑   Pagina sull'evento (archiviato dall'url originale il 29 settembre 2008).
31. ↑   Pagina sull'evento "World Air Games Torino 2009", su wag2009.com. URL consultato il 6 aprile 2019 (archiviato dall'url originale il 27 maggio 2018).
32. ↑   Pagina sui campionati mondiali di pattinaggio di figura, su torino2010.org. URL consultato il 13 aprile 2009 (archiviato il 31 marzo 2009).
33. ↑   Pagina sui campionati mondiali di pallavolo maschile, su volley2010.com (archiviato dall'url originale il 1º aprile 2009).
34. ↑   Torino 2013, su torino2013wmg.org. URL consultato il 27 agosto 2014 (archiviato dall'url originale il 5 luglio 2014).
35. ↑   European Masters Games 2019. Sport, Culture and Art live here!, su torino2019emg.org. URL consultato il 17 agosto 2018 (archiviato dall'url originale il 18 agosto 2018).
36. ↑   TURIN TO HOST ATP FINALS FROM 2021 TO 2025, su nittoatpfinals.com (archiviato il 24 aprile 2019).